# نقض كتاب الإسلام وأصول الحكم
نقض كتاب الإسلام وأصول الحكم كتاب من تأليف محمد الخضر حسين.
أثار كتاب الإسلام وأصول الحكم ل علي عبد الرازق جدلًا واسعًا في أوساط المفكرين من المثقفين والسياسيين وعلماء الأزهر آنذاك؛ فانبرى بعض المؤيدين والمعارضين يتناولون أفكاره بالنقض والتحليل، كلٌّ يبحث عن غايته. وكان من أوائل هؤلاء محمد الخضر حسين، الذي مَثَّلَ التيار الإسلامي والسياسي السائد في تلك الفترة، وأكد الدعائم الثابتة للفكر السياسي الإسلامي الممتدة جذورها إلى العهد النبوي. وقد بدا للخضر أن الكتاب يحتوي على الكثير من المغالطات التي تنكرها الشريعة والتاريخ؛ فتناول أفكار الكتاب مُفنِّدًا لها بالأدلة؛ فاعترض على إنكاره نظرية الخلافة مؤكدًا أنها من دعائم النظام السياسي الإسلامي الذي أرساه الرسول، كما رفض فكرة أن الإسلام جاء كدِين بلا دولة؛ فساق العديد من البراهين من القرآن والسنة والتاريخ. إن الكتاب حلقة في إطار صراع الأفكار والمعتقدات في تلك الفترة.

## أجزاء الكتاب
- الكتاب الأول: الخلافة والإسلام
- الكتاب الثاني: الحكومة والإسلام
- الكتاب الثالث: الخلافة والحكومة في التاريخ